# Joe Nemechek

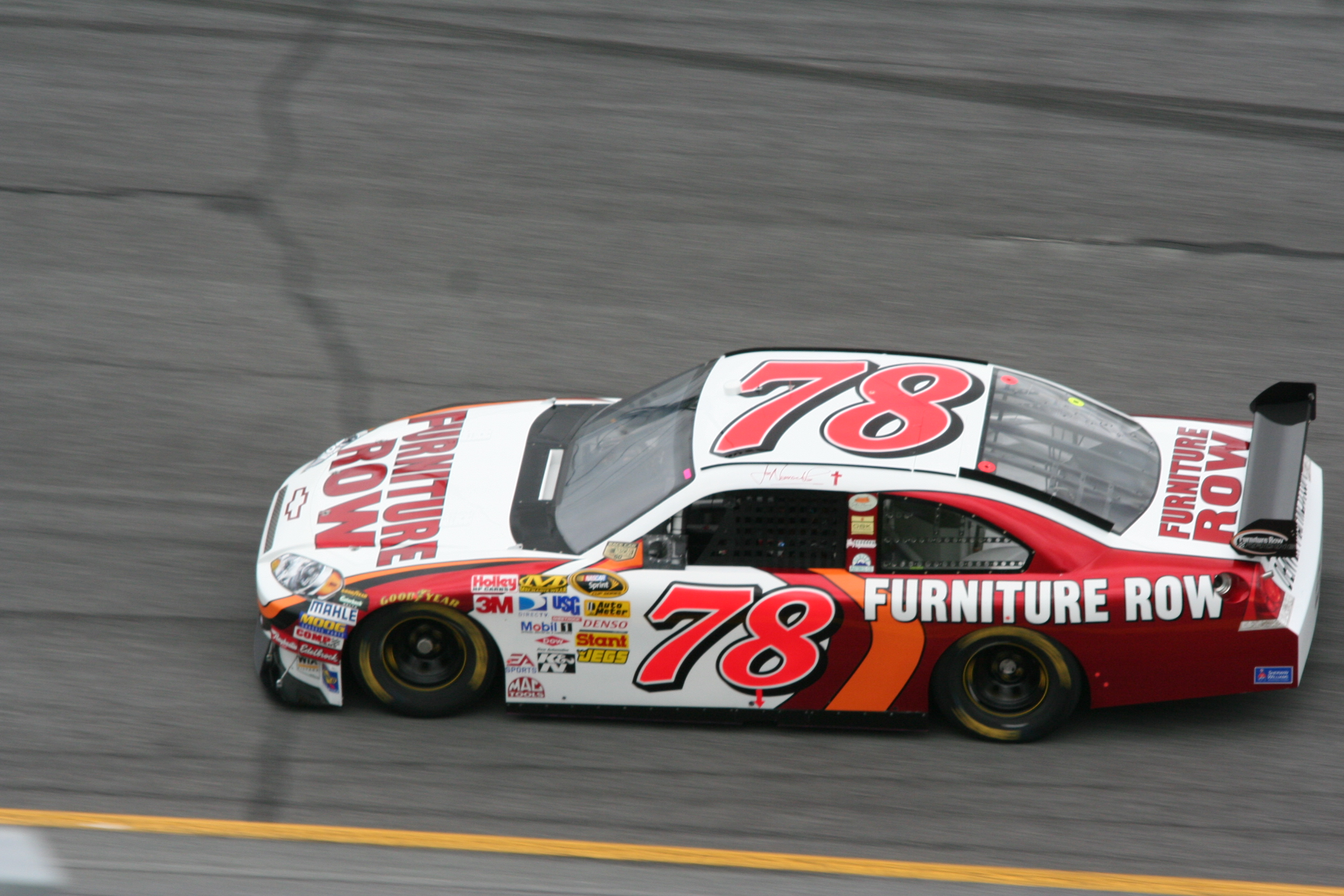
Nemecheks Chevrolet Impala uit 2008

Joe Nemechek (Lakeland (Florida), 26 september 1963) is een Amerikaans autocoureur. Hij is aan de slag in de NASCAR Sprint Cup en de NASCAR Nationwide Series.

## Carrière
Nemechek startte in 1989 in de Busch Series. In 1992 won hij de races op O'Reilly Raceway Park en de New Hampshire Motor Speedway en werd hij kampioen. Hij won in zijn carrière zestien races in deze raceklasse. In 1993 debuteerde hij in de Winston Cup, de huidige Sprint Cup en hoogste klasse in de NASCAR. Hij won tot nog toe vier races in deze raceklasse en vertrok tien keer vanaf poleposition.

#### Overwinningen in de Winston Cup
| Jaar | Race                             | Circuit                        |
| ---- | -------------------------------- | ------------------------------ |
| 1999 | Dura Lube/Kmart 300              | New Hampshire Motor Speedway   |
| 2001 | Pop Secret Microwave Popcorn 400 | North Carolina Speedway        |
| 2003 | Pontiac Excitement 400           | Richmond International Raceway |
| 2004 | Banquet 400                      | Kansas Speedway                |